# Estathé

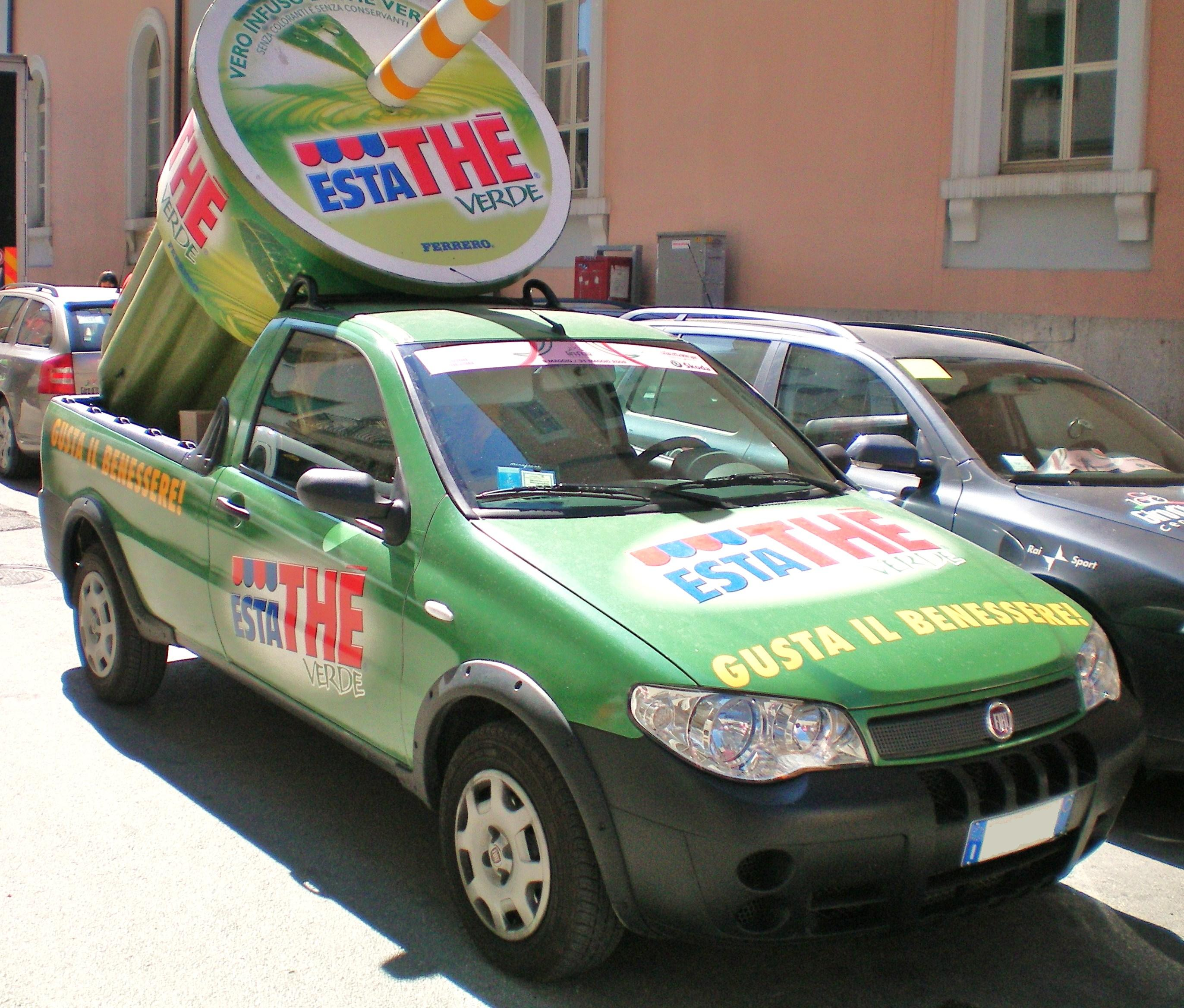
Publicitat de la marca.

Estathé és una marca italiana de te gelat produïda per Ferrero. Va ser introduït per primera vegada al mercat el 1972, destacant per la seva naturalitat davant de marques com Pepsi i Coca Cola que en aquest moment controlaven el mercat italià. Actualment és patrocinador oficial del Giro d'Itàlia.

## Història
Va ser llançat l'any 1972 per la marca Ferrero, destacant precisament per la seva naturalitat, el primer posat en el mercat va ser el «Estathé Limone» (llimona). La marca és recordada pels comercials d'emesos a la dècada de 1980 a on apareixia una veu femenina cantant el jingle Sete d'Estate... sete d'Estathé.... El 1995 va ser llançada l'edició «Pesca» (préssec), el] 2002 la versió «Deteinata Limone» i el 2008 la versió «Verde». Estathé està fet de fulles de te provinents de Sri Lanka, mesclat amb suc de fruita. És comercialitzat en envasos semblants als de iogurt, també en ampolles de plàstic i llaunes.

## Gusts
- Limone: gust de llimona
- Deteinat Limone: versió sense colorants ni conservants, gust de llimona
- Pesca: gust de préssec
- Deteinato Pesca: versió sense colorants ni conservants, gust de préssec
- Verd: gust de te verd
- Karkadè(2014): edició especial amb gust de flors d'hibisc
- Menta(2014): edició especial amb gust de menta
- Tropical(2014): edició especial amb gust de taronja, maracujà, papaia i guaiaba
- Nutella & Go: conté en un mateix envàs bastonets de pa, nutella i estathé

Referència: